# Rutilo Muñoz Zamora
Rutilo Muñoz Zamora (ur. 4 czerwca 1951 w Tulictic) – meksykański duchowny rzymskokatolicki, od 2002 biskup Coatzacoalcos.

## Życiorys
Święcenia kapłańskie przyjął 19 marca 1977 i został inkardynowany do diecezji Veracruz. Był m.in. profesorem miejscowego seminarium, dziekanem, a także wikariuszem biskupim ds. duszpasterskich.
24 września 2002 został mianowany biskupem Coatzacoalcos i 20 listopada 2002 przyjął sakrę biskupią z rąk biskupa José Guadalupe Padilla Lozano.